# Lönnan
Lönnan är en ö i Finland. Den ligger i Finska viken och i kommunen Lovisa i den ekonomiska regionen  Lovisa i landskapet Nyland, i den södra delen av landet. Ön ligger omkring 72 kilometer öster om Helsingfors.
Öns area är 10,1 hektar och dess största längd är 0,6 kilometer i sydöst-nordvästlig riktning.